# Trichotria pocillum
Trichotria pocillum is een soort in de taxonomische indeling van de raderdieren (Rotifera). 
Het dier behoort tot het geslacht Trichotria en behoort tot de familie Trichotriidae. De wetenschappelijke naam van de soort werd voor het eerst geldig gepubliceerd in 1766 door Müller.